# طور الصعود

طور الصعود أو طور الانفصال (بالإنجليزية: Anaphase)‏  هو المرحلة الرابعة التي تلي الطور التالي وتسبق مرحلة الطور النهائي في عملية الانقسام المتساوي.

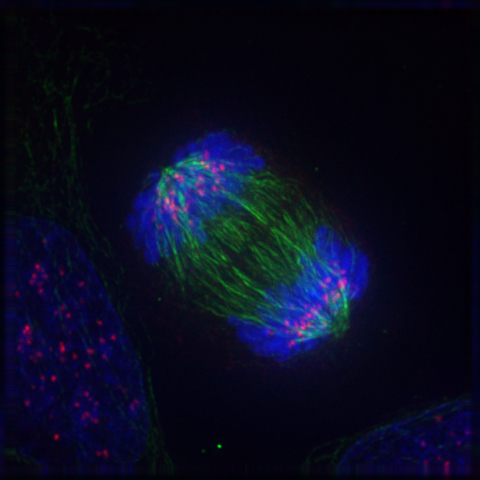
خلية أثناء مرحلة طور الصعود.

تتمثل هذه المرحلة بانقسام كل زوج من الكروموسومات إلى كروموسومين متطابقين ومستقلين. ومن ثم تنفصل الكروموسومات المتضاعفة إلى كروماتيدين شقيقين عندالسنترومير (القطعة المركزية)، ويُسحب كل كروماتيد إلى قطب الخلية المقابل. تصل الكروموسومات أيضاً إلى أقصى درجات التكثف، ليساعد ذلك على انفصالها بسهولة وإعادة تشكل النواة.
في هذه المرحلة يتم التأكد من أن كل خلية وليدة (daughter cell) تتلقى مجموعة متطابقة من الكروموسومات، وفور انتهاءها تليها المرحلة الخامسة والأخيرة في الانقسام المتساوي وهي الطور النهائي.
الصورة الأولى في الأعلى تصف كيف تنقسم الكروموسومات إلى كروماتيدين شقيقين (sister chromatids) عند السنترومير وينتقل كل كروماتيد إلى قطب الخلية المقابل.

## المراحل
يتميز طور الصعود بحركتين مختلفتين، الأولى هي طور الصعود A والثانية هي طور الصعود B.
يتم في طور الصعود A نقل الكروموسومات إلى أحد أقطاب الخلية المنقسمة، في حين أن طور الصعود B يشمل فصل هذه الأقطاب عن بعضها البعض، وقد لوحظت مجموعة من القوى المختلفة تعمل على الكروماتين في Anaphase A ، لكن القوة الأساسية تُمارس مركزيًا في موقع مرفق يُعرف باسم الحيز الحركي.
من خلال تقصير كل أنبوب صغير متصل بالحركة، يتم إنتاج القوة الأساسية عند منتصف الكروموسومات. هذا يمثل مشكلة فيما يتعلق بهيكل المرفق microtubule-kinetachore لأن المواقع المحتملة لتحلل الألياف تشمل موقع المرفق نفسه.
تشمل النظريات المقترحة لحل مشكلة هذا التعلق نموذج الموجة المطابقة أو نموذج الانتشار المتحيز أو النموذج المختلط لكليهما.

## العلاقة بدورة الخلية
تمثل مدة طور الصعود تقريباً 1% من كامل مدة دورة الخلية، وتعتبر أقصر مرحلة في الانقسام المتساوي.